# مايكل هوزر
مايكل هوزر (بالتشيكية: Michael Hauser)‏ هو فيلسوف تشيكي، ولد في 30 مارس 1972 في ترتنوف في التشيك.